# Altes Rathaus (Musselburgh)

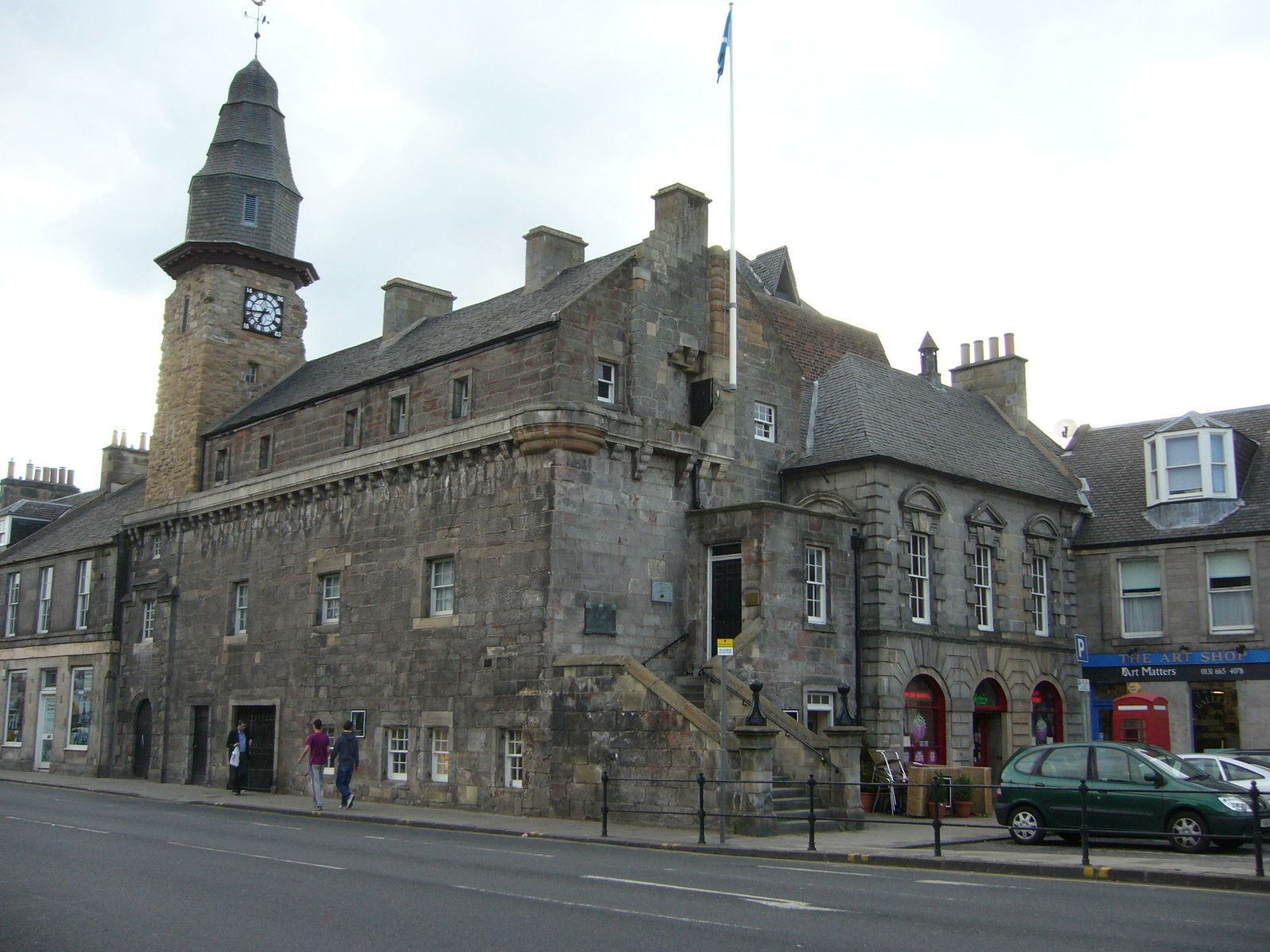
Altes Rathaus von Musselburgh rechts im Bild hinter der Tolbooth

Das Alte Rathaus von Musselburgh befindet sich in der schottischen Stadt Musselburgh in der Council Area East Lothian. 1971 wurde das Bauwerk in die schottischen Denkmallisten in der höchsten Kategorie A aufgenommen.
Das Gebäude wurde im Jahre 1762 erbaut und ist damit neueren Datums als die in den 1590er Jahren errichtete, nebenliegende Tolbooth. 1875 wurde das Rathaus umgestaltet und 1885 sowie 1901 renoviert.

## Beschreibung
Das alte Rathaus liegt im historischen Zentrum Musselburghs. Entlang der High Street (A199) zieht sich die historische Tolbooth von Musselburgh, welche die Flanke des Rathauses nahezu vollständig verdeckt. Die sichtbare Frontseite gegenüber dem Marktkreuz weist nach Osten. Sie ist drei Achsen weit. Im Erdgeschoss ist das Mauerwerk rustiziert. Drei weite Rundbogenöffnungen sind mit stilisierten Schlusssteinen gearbeitet, wobei ein zentrales Eingangsportal von Fenstern flankiert wird. Im Obergeschoss des zweistöckigen Rathauses sind Sprossenfenster verbaut. Das mittige Fenster bekrönt ein Dreiecksgiebel, während an den äußeren Fenstern Segmentgiebel eingesetzt wurden. Der Eingang im ersten Obergeschoss ist über eine gewinkelte Vortreppe zugänglich. Das Rathaus teilt sich diesen Eingang mit der Tolbooth. Das Gebäude schließt mit einem schiefergedeckten Walmdach. Hinter dem querliegenden Hauptgebäude liegt eine substantielle Erweiterung aus dem 19. Jahrhundert.